# إيفان باور
إيفان باور (بالصربية: Иван Бауер)‏ هو صحفي ومذيع وسياسي صربي، ولد في 28 نوفمبر 1967. انتخب عضو الجمعية الوطنية في صربيا وقد انضم خلال فترته النيابية ‏ للكتلة البرلمانية Social Democratic Party of Serbia ‏.